# Michael T. Weiss
Pour les articles homonymes, voir Weiss.
Cet article possède un paronyme, voir Michael Weiss.
Michael T. Weiss ou Michael Terry Weiss, né le 2 février 1962 à Chicago (Illinois), est un acteur, réalisateur, dramaturge et peintre américain.

## Biographie
Il a obtenu une licence de beaux-arts à l'université du Sud de la Californie (USC), il a étudié l'histoire de l'art à l'université Harvard puis a continué ses études artistiques à l'université d'Otis (Otis College of Art and Design).
Il réside actuellement à Venice et à New York.

## Carrière
Il commence sa carrière en 1985, avec le rôle du Docteur Mike Horton dans la série Des jours et des vies.
Il se fait connaître pour son rôle de Jarod dans la série télévisée Le Caméléon diffusée entre 1996 et 2000.

## Filmographie

### Cinéma

#### Longs métrages
- 1988 : Hurlements IV (Howling IV : The Original Nightmare) de John Hough : Richard Adams
- 1994 : Angel 4: Undercover de Richard Schenkman : Ryan Gersh
- 1995 : Jeffrey de Christopher Ashley : Steve Howard
- 1996 : Freeway de Matthew Bright : Larry
- 1999 : Freeway II: Confessions of a Trickbaby de Matthew Bright : Drifter
- 2000 : Petit pari entre amis (Net Worth) de Michael Winslow  : Michael Winslow
- 2001 : Bones d'Ernest R. Dickerson : Lupovich
- 2002 : Written in Blood de John Terlesky : Matthew Ransom
- 2002 : Tarzan & Jane de Victor Cook, Steve Loter et Don MacKinnon : Tarzan (voix)
- 2004 : Marmalade de Kim Dempster : Peter
- 2004 : Until the Night de Gregory Hatanaka : Daniel
- 2005 : Iowa de Matt Farnsworth : Larry Clarkson
- 2005 : Sledge: The Untold Story de Brad Martin : Drug Lord
- 2007 : Fade d'Anthony Stagliano : Docteur McCabe
- 2010 : Sex and the City 2 de Michael Patrick King : Un homme au mariage
- 2017 : Sunset Park de Jason Sarrey : Duane

#### Court métrage
- 2006 : Razor Sharp de Marcus Perry : Dex

### Télévision

#### Séries télévisées
- 1985-1990 : Des jours et des vies (Days of our Lives) : Michael William 'Mike' Horton
- 1991 : La Malédiction de Collinwood (Dark Shadows) : Joe Haskell / Peter / Peter Bradford
- 1992 : 2000, avenue de l'océan (2000 Malibu Road) : Roger Tabor
- 1994 : Red Shoe Diaries : The New Man
- 1996-2000 : Le Caméléon (The Pretender) : Jarod
- 1999-2000 : Profiler : Jarod
- 2000 : Men in Black (Men in Black : The Series)
- 2001-2003 : La Légende de Tarzan (The Legend of Tarzan) : Tarzan (voix)
- 2002 : Jackie Chan (Jackie Chan Adventures) : Giles (voix)
- 2002 : Le Projet Zeta (The Zeta Project) : Dr Winhelm (voix)
- 2002-2005 : La Ligue des justiciers (Justice League) : Etrigan the Demon / Jason Blood (voix)
- 2003 : La Momie (The Mummy : The Animated Series) : Nizam Toth (voix)
- 2003-2004 : Preuve à l'appui (Crossing Jordan) : James Horton
- 2005 : Clubhouse : Jackie Tambler
- 2005-2007 : Les Héros d'Higglyville (Higglytown Heroes) : Mountain Rescue (voix)
- 2009-2011 : Batman : L'Alliance des héros (Batman : The Brave and the Bold) : Adam Strange (voix)
- 2011 : Burn Notice : Holcomb
- 2012 : Blue Bloods : Inspecteur Sonny Malevsky
- 2012-2013 : La Ligue des justiciers : Nouvelle Génération (Young Justice) : Nathaniel Adams / Capitaine Atom (voix)

#### Téléfilms
- 1988 : Mariez mes filles, s.v.p. (Take My Daughters, Please) de Larry Elikann : Joe Blake
- 1990 : Le Grand Tremblement de terre de Los Angeles (The Big One : The Great Los Angeles Earthquake) de Larry Elikann : Larry, the Mayor's City Official Aide
- 1995 : Mary Higgins Clark : Souviens-toi (Remember Me) de Michael Switzer : Scott Covey

## Distinctions

### Récompenses
- Soap Opera Digest Awards 1988 : meilleure performance comique pour un acteur dans une série télévisée dramatique pour Des jours et des vies

### Nominations
- Satellite Awards 1998 : Meilleur acteur dans une série télévisée dramatique pour Le Caméléon
- Saturn Awards 1998 : Meilleur acteur dans une série télévisée dramatique pour Le Caméléon
- Satellite Awards 1999 : Meilleur acteur dans une série télévisée dramatique pour Le Caméléon

### Jeux vidéo
- 1999 : Planescape: Torment : The Nameless One
- 2003 : Lords of Everquest de Neal Hallford : Lord Kadian (voix)
- 2003 : Freelancer de Harry A. Jarvis III et Carole Ruggier : Orillion (voix)
- 2011 : Ultimate Marvel vs. Capcom 3 (Marvel vs. Capcom 3: Fate of Two Worlds) : Dormammu